# Cordillera Bong
La cordillera Bong es un conjunto de elevaciones situadas en el centro-oeste de Liberia y da nombre al condado donde se asienta. Su punto más alto se encuentra a 645 m s. n. m. pero sus altitudes promedio van de los 180 a 300 metros. Es la fuente del río Farmington, el de mayor importancia comercial de Liberia. La montaña es rica en reservas de hierro, oro y diamantes, que vienen siendo explotadas por concesionarias multinacionales desde la década de 1960. La cordillera de Bong se extiende por unos 40 km en dirección noreste-suroeste. El bosque tropical que recubre la zona también provee de riqueza forestal que favorece la industria de la madera en la región.
Cuando en 1958 la explotación minera de Bong le fue otorgada a la compañía germano-italiana Bong se procedió a la construcción de una línea de ferrocarril para transportar el hierro hasta Monrovia. La obra que facilitó la distribución y comercialización de esta producción a la vez provocó el desplazamiento de las poblaciones locales.
La actividad minera provoca daños ambientales que vienen siendo denunciados por comunidades locales. La desforestación de la selva tropical y el peligro de desprendimientos por efecto de la erosión que afecte a poblaciones cercanas es uno de los mayores peligros.
La producción de hierro está actualmente en manos de una corporación china.